# DC Aviation
DC Aviation ist eine deutsche Fluggesellschaft mit Hauptsitz am Flughafen Stuttgart. Sie ist eine Tochtergesellschaft der Aton GmbH.

## Geschichte
Die Fluggesellschaft wurde 1998 unter dem Namen „DaimlerChrysler Aviation“ als 100-prozentige Tochtergesellschaft der DaimlerChrysler AG gegründet. Das Ziel war, eine kostengünstige, regelmäßige und unkomplizierte Flugverbindung zwischen den Konzernzentralen in Stuttgart und Detroit zu etablieren und die Mobilität der Konzernführung mit Geschäftsreiseflugzeugen zu gewährleisten. Die Genehmigung zur Durchführung des gewerblichen Flugbetriebs im Geschäftsflugverkehr nach JAR-OPS 1 und die Autorisierung zur Flugzeugwartung nach EASA Part-145 wurden 1999 durch das Luftfahrt-Bundesamt erteilt.
Im Januar 2007 wurde DaimlerChrysler Aviation von der Aton GmbH, einer Beteiligungsgesellschaft des Unternehmers Lutz Helmig, aufgekauft. Im März 2007 erfolgte die Umbenennung der Fluggesellschaft in „DCA GmbH“. Die heutige DC Aviation entstand im Mai 2007 aus der Verschmelzung der DCA GmbH mit der in Saarbrücken ansässigen Privatfluglinie Cirrus Aviation, einem Unternehmen der Cirrus-Gruppe.
2008 gründete DC Aviation die DC Aviation Holding Ltd., DC Aviation Ltd. und DC Aviation Flight Crew Ltd. auf Malta. Das Unternehmen begann 2015 mit der NCC (Non-Commercial) Operation. 2018 erhielt DC Aviation Malta von der EASA das Air Operator Certificate (AOC). Seit 2023 ist das Unternehmen im Besitz einer Business Aircraft Handling Licence.
2011 gründete DC Aviation gemeinsam mit der Al-Futtaim Gruppe ein Joint Venture in Dubai. Im Februar 2015 wurde der „DC Aviation Al-Futtaim LLC“ das AOC durch die General Civil Aviation Authority (GCAA) erteilt.
Im Jahr 2018 wurde die Fluggesellschaft für mehr als 100.000 vorfallfreie Flugstunden mit dem Diamond Award of Merit der European Business Aviation Association (EBAA) ausgezeichnet.

## Standorte
DC Aviation ist an mehreren internationalen Flughäfen mit eigenen Hangars, Terminals, Büros und FBOs vertreten.
Stuttgart (seit 1998)
Am Flughafen Stuttgart befindet sich der Hauptsitz des Unternehmens. DC Aviation betreibt dort einen 5.000 m² großen Hangar mit EASA Part-145 zertifiziertem Wartungs- und Instandhaltungsbetrieb, eigenem Abfertigungsterminal sowie einem Operations Control Center mit 24/365 Service und eigener Flugüberwachung.
Malta (seit 2008)
Am Flughafen Malta ist DC Aviation der einzige Business-Aviation-Spezialist in den Bereichen Passagier- und Flugzeugbetreuung. Die Fluggesellschaft unterhält auf dem Flughafengelände u. a. einen Konferenzraum und eine Gästelounge für FBO-Kunden.
Dubai (seit 2013)
An ihrem Standort am Al Maktoum International Airport in Dubai unterhält DC Aviation Al-Futtaim LLC zwei Hangars mit einer Gesamtfläche von 13.200 m² für Business Jets aller Größen bis Typ B 757 / 767. Darüber hinaus einen rund 13.000 m² großen Parkbereich für Flugzeuge sowie ein FBO-Terminal mit 1.300 m² großem Lounge-Bereich und 24/7-Verfügbarkeit zur Abwicklung von Zoll- und Einreiseformalitäten.
München (seit 2022)
Auf dem Gelände des Flughafens Oberpfaffenhofen (OBF) betreibt DC Aviation einen eigenen Hangar mit 6.000 m² beheizter Hangarfläche, einer Designer-Lounge sowie einer separaten Crew-Lounge.
Nizza (seit 2023)
DC Aviation und G-OPS, Frankreichs führendes Unternehmen für Bodenabfertigung und Flugunterstützung betreiben mit der gemeinsamen Firma DC Aviation G-OPS das FBO am Flughafen Nizza Côte d’Azur. Ziel ist die Modernisierung und Optimierung der FBO-Infrastruktur.
San Marino (seit 2023)

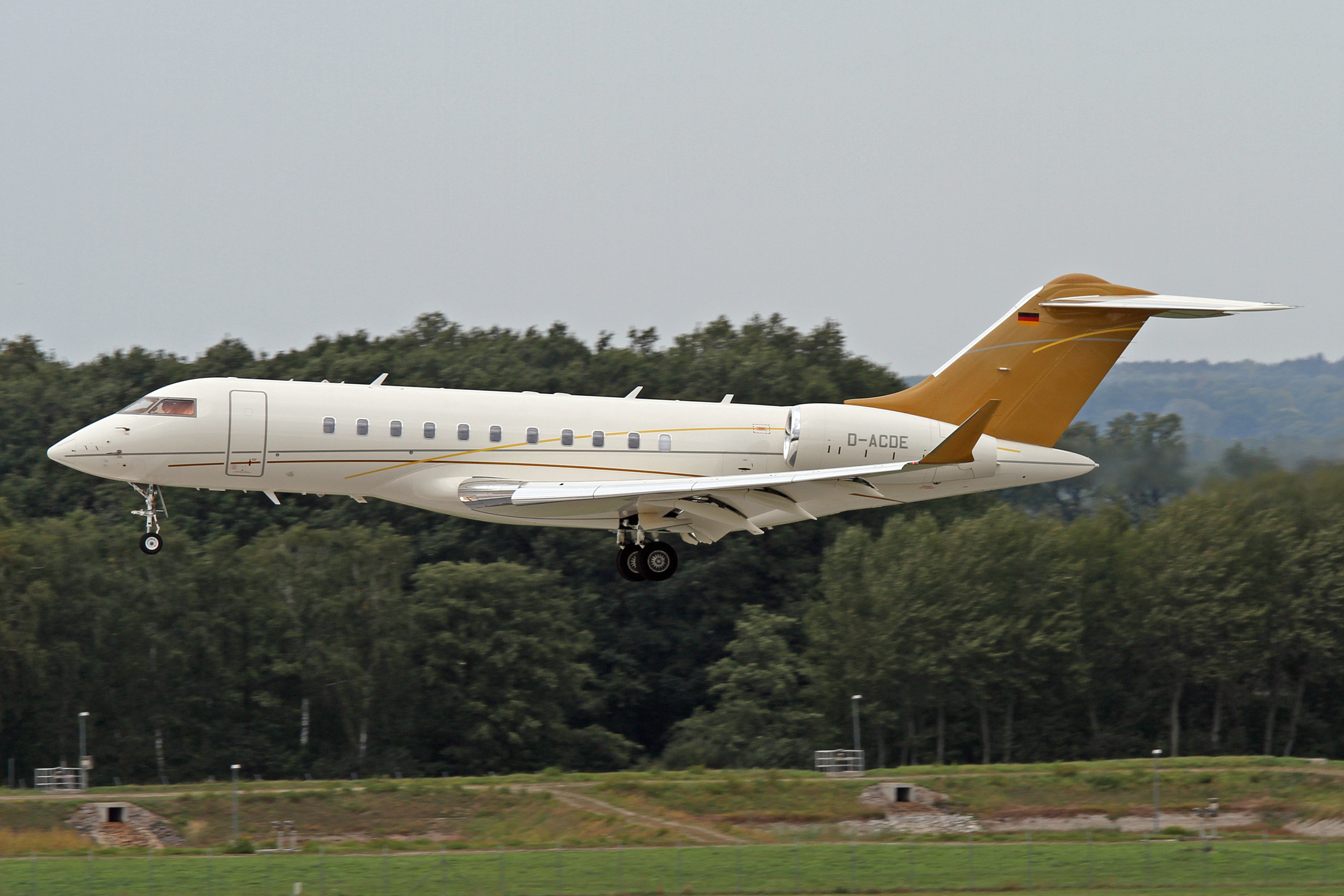
Bombardier Global 5000 der DC Aviation

Im November 2023 erlangte die neu gegründete Tochter der DC Aviation, DC Aviation San Marino S.R.L., ihr AOC. Als erstes wurde ein Flugzeug des Typs Bombardier Global 7500 registriert.
Mit Stand September 2023 besteht die Flotte der DC Aviation Gruppe aus 30 Geschäftsreiseflugzeugen/Hubschraubern.

## Belege
1. 1 2  Designators for Aircraft Operating Agencies, Aeronautical Authorities and Services. Doc 8585. 183. Auflage. International Civil Aviation Organization, 2018, ISBN 978-92-9258-363-7, ISSN 1014-0123, 1-37 (englisch, französisch, spanisch, russisch, arabisch, chinesisch, gilt für alle hier aufgeführten ICAO-Codes und Rufzeichen).
2. 1 2 3 4  DC Aviation GmbH, Stuttgart, Jahresabschluss zum Geschäftsjahr vom 01.01.2018 bis zum 31.12.2018. Bundesanzeiger, Bereich Rechnungslegung/Finanzberichte, 3. Dezember 2019, abgerufen am 2. März 2020 (in der Suchmaske DC Aviation eingeben, Webseite bietet keine Möglichkeit zur dauerhaften Verlinkung).
3. ↑  DC Aviation Group: DC Aviation Group expands its presence with Air Operator Certificate from San Marino. November 1616, abgerufen am 3. Mai 2024 (englisch).